# Гълъбови очички
Гълъбови очички (Anemone hepatica) е името на многогодишно тревисто растение от семейство Лютикови. Разпространено е в широколистни гори и храсталаци  в рамките на умерените региони на северното полукълбо. Старото наименование на това растение е Hepatica nobilis , но филогенетичните изследвания от 1994 година препоръчват включването на целия род в рамките на рода Съсънка (Anemone) . Може да бъде открито по скалисти терени и гористи местности.

## Таксономия
Таксономията на целия род Anemone е предмет на дискусия. Гълъбови очички може да се срещне и като представител на род Hepatica, съответно под научното име Hepatica nobilis Mill . По-късни филогенетични изследвания възприемат включването на целия род Hepatica като част от рода Anemone (Съсънка) . Съответно и латинското наименование на гълъбовите очички се променя на Anemone hepatica L.

## Описание
Гълъбовите очички е тревисто растение с влакнесто коренище.
| Общ вид | Листа | Цвят | Плод |

## Разпространение
В България може да бъде открито в долния планински пояс на Стара планина, Средна гора, Родопите, Рила, Пирин и на места от Югозападна България до надморска височина от 1700 м .